# Savojsko (departement)
Savojsko (arpitánsky Savouè, francouzsky Savoie [sa.ˈvwa]IPA) je jedním ze dvou francouzských departementů na území historického alpského území Savojska. Hlavní město je Chambéry. Před anexí Savojska Francií, z roku 1860, tvořilo území provincii Ciamberì Sardinského království.

## Geografie
Nejvyšším místem je Grande Casse (3855 m) v masivu Vanoise.
Na severozápadě leží jezero Bourget, jeho vody jsou odváděny do Rhôny, která je zároveň hraniční řekou s departementem Ain.
Část území je chráněna v národním parku Vanoise.

## Místa
- Chambéry